# Filadelfiaförsamlingen i Borgå
Filadelfiaförsamlingen i Borgå (Filadelfia Borgå) är en pingstförsamling i Borgå i Nyland i Finland. Församlingen grundades den 1932.
Ändå sedan år 1912 har det funnits pingstvänner i Borgå. T. B. Barratt besökte då staden och förrättade dop i Haikio. En församling bildades som fick namnet Borgå pingstförsamling. År 1924 ändrades namnet till Betania. Den upplöstes 1932 men rekonstruerades samma år och fick namnet Elim. Efter några år ändrades namnet ånyo till nuvarande Filadelfia.
Efter att ha fört en mer eller mindre ambulerande tillvaro unde många år kunde församlingen inviga den nya Filadelfiakyrkan 1955.

## Föreståndare
- Hilding Söderholm
- Samuel Gustafsson
- August Lindholm
- Lars-Eric Bergstén
- Samuel Bingmert
- Edvin Nyqvist
- Kuno Hällfors
- Gösta Bergstén
- Tage Jansson
- Olof Johnsson
- Thorild Karlsson
- Gerhlad Gustafsson
- David Klemetz
- Fred Nyman
- Sven Juth
- Karl-Gunnar Martin
- Stig Bäcklund
- Karl Eklund]
- Harry Holmberg
- Lars Bobacka
- Runar Nylund
- Nils-Gustav Blom